# 以色列猶太人
以色列猶太人是指以色列公民及居民中的猶太人，也包括以色列猶太人在以色列國外的後裔。以色列猶太人主要居住在以色列和西方世界，但在世界其他地方也有分佈。以色列猶太人主要講希伯來語，並且大多遵循猶太教習俗。2007年，以色列猶太人人口有約645萬人，佔以色列總人口的約四分之三。以色列猶太人現在佔世界猶太人近半數。據2008年調查，多數以色列猶太人首先認為自己是猶太人，其次是以色列人；而39%認為自己是以色列人優先於猶太人。
猶太人一直認為以色列是他們的家園，即使在猶太人離散至世界各地時也是如此。2世紀羅馬帝國佔領以色列地區後，猶太人被驅逐至以色列以外的地區。19世紀之後，猶太復國主義開始興起，並以在以色列建設猶太人的民族國家為目標。1880年代之後，猶太人開始移民巴勒斯坦地區。但直到1933年納粹黨上台並進行猶太人大屠殺為止，移民巴勒斯坦地區的猶太人規模並不十分顯著。1922年時，巴勒斯坦地區猶太人人口比例是11%，1940年時增加到30%。1947年，聯合國大會181號決議正式提議在巴勒斯坦地區建立猶太人和阿拉伯人國家。1948年5月14日，以色列宣布獨立。此後由於大屠殺倖存者和來自其他阿拉伯地區的猶太難民移入，以色列人口在獨立一年內翻番。此後以色列也因世界各地的猶太人移民而人口快速增加。
據以色列中央統計局數據，2013年2月，以色列的800萬人口中，75.4%有猶太背景，其中68%是出生在以色列的猶太人，大多是第二代或第三代移民。其餘猶太人中，22%來自歐洲和美洲，10%來自亞洲和非洲。近半數以色列猶太人和歐洲猶太人後裔，其他則多來自阿拉伯地區、伊朗、土耳其、中亞。有超過20萬是埃塞俄比亞和印度猶太人的後裔。也有相當多的以色列猶太人移民其他國家。此外也有很多移民以色列的猶太人保留了自己的雙重國籍。